# Albese con Cassano
Pour les articles homonymes, voir Cassano.
Albese con Cassano (Albes cun Cassan en dialecte lombard) est une commune italienne de la province de Côme, dans la région Lombardie. Elle compte au 31 décembre 2008 : 4 029 habitants, pour une superficie de 8,1 km2.

## Géographie

### Localisation
Albese con Cassano se trouve aux pieds des Préalpes lombardes, à une altitude comprise entre 370 et 1 270 mètres par rapport au niveau de la mer. Le village lui est à une altitude de 402 m. Par sa position géographique, c'est-à-dire situé sur l’axe routier rejoignant Côme (à 8 km) à Lecco (à 31 km), la commune fait partie de Comunità Montano del Triangolo Lariano. Albese con Cassano fait aussi partie de la haute Brianza.
Pour finir, la commune est à 55 km de Milan (moins d’une heure de route), cette proximité lui permet un accès rapide sur l’un des axes routiers principaux de l’Italie du Nord reliant l’Europe de l’Ouest à l’Europe de l’Est.

### Climat
| Mois                                            | jan.       | fév.      | mars      | avril     | mai       | juin      | jui.      | août      | sep.      | oct.      | nov.    | déc.     | année      |
| ----------------------------------------------- | ---------- | --------- | --------- | --------- | --------- | --------- | --------- | --------- | --------- | --------- | ------- | -------- | ---------- |
| Température minimale moyenne (°C)               | −1         | 0,1       | 4,1       | 7,6       | 12,6      | 16,3      | 18,7      | 18,2      | 14,4      | 10,1      | 4,4     | 0,5      | 8,9        |
| Température maximale moyenne (°C)               | 6,4        | 9,5       | 14,8      | 18        | 23,4      | 27,3      | 30        | 29,4      | 24,9      | 18,6      | 11,5    | 7,1      | 18,5       |
| Record de froid (°C) date du record             | −14,4 1985 | −13 1991  | −6,8 2005 | −3,8 1991 | 1 1991    | 1,7 1983  | 10,2 1991 | 8,9 1989  | 1,2 1983  | −1,9 1997 | −6 1983 | −11 2005 | −14,4 1985 |
| Record de chaleur (°C) date du record           | 21,7 2000  | 23,8 1990 | 27,3 1997 | 29,7 2007 | 33,9 2001 | 36,6 2003 | 37,2 1983 | 39,3 2003 | 33,2 2004 | 30,4 1997 | 24 194  | 19 1979  | 39,3 2003  |
| Précipitations (mm)                             | 50,1       | 32,6      | 56,3      | 77,2      | 86,4      | 73,9      | 85,7      | 70,5      | 81,1      | 105,9     | 80      | 47,9     | 848,2      |
| Nombre de jours avec précipitations             | 5,5        | 4,7       | 6,4       | 9         | 9         | 6,6       | 4,7       | 5,8       | 5,8       | 8         | 7,9     | 6        | 79,4       |
| dont nombre de jours avec précipitations ≥ 5 mm | 2,3        | 1,7       | 3,1       | 3,8       | 4,6       | 2,7       | 2,2       | 3,1       | 3,2       | 5         | 4       | 2,7      | 38,4       |
| Nombre de jours avec neige                      | 3          | 2         | 0,5       | 0         | 0         | 0         | 0         | 0         | 0         | 0         | 0,5     | 1,7      | 7,7        |
| Nombre de jours d'orage                         | 0          | 0         | 1         | 2,1       | 5         | 5,9       | 6,2       | 6,3       | 3         | 1,5       | 0       | 0        | 31         |
| Nombre de jours avec brouillard                 | 17,7       | 10,7      | 4,6       | 1,4       | 0,6       | 0,4       | 0         | 0,5       | 2,8       | 10,8      | 14      | 15,8     | 79,3       |

Le climat d’Albese con Cassano est semi-continental.

En effet, il y a de grosses différences de température entre les saisons qui sont donc très marquées, un hiver rigoureux avec de la neige et des températures en dessous de zéro et un été chaud avec des températures supérieures à 25 °C. Les précipitations sont moyennes (850 mm/an), il pleut tous les mois, et il y a de nombreux jours de brouillard ce qui démontre un climat humide. Il y a peu de vent dans la région d’Albese con Cassano : sa vitesse moyenne annuelle est de 13 km/h, et sa vitesse maximum ne dépasse pas souvent les 40 km/h. Seule exception, en novembre 2008 le vent atteignit les 130 km/h.

## Histoire

### Théorie sur l’origine du peuplement
Il existe très peu d’archives historiques sur Albese con Cassano, il est donc difficile d'établir de façon certaine l'origine de sa création. Mais d'après l'étymologie des noms Albese et Cassano, il semble que ce soit les Romains qui aient construit les communes, en effet : Albese ou Albesio, pourrait tirer son nom du latin Albesium ou Alpense, qui fait référence aux Alpes, ou il pourrait faire référence au nom latin Albus, et Cassano fait référence au nom latin Cassianus, de plus des traces encore visibles des centuriations romaines permettent d'étayer cette théorie. Quant à sa position géographique, elle s'explique par une exposition au soleil prolongée et la présence de sources d'eau qui sont les deux facteurs essentiels pour l'agriculture ; de plus la commune est placée entre deux grandes villes Côme et Lecco, ce qui devait favoriser les échanges commerciaux.

### Chronologie jusqu'à l'unification
En 1346 est publié Statuti delle acque e delle strade del contado di Milano fatti 1346 (qui peut se traduire États des eaux et des routes dans les campagnes milanaises en 1346), ce rapport démontre que les villages d'Albesio (ancien nom d'Albese) et Cassano font partie de Pieve di Incino, qui lui-même appartient au duché de Milan. 

En 1441, le comte Luigi Dal Verme obtient du duc Philippe Marie Visconti tout le pieve di Incino, dont font partie Albese et Cassano. 

En 1574, à la suite de sa visite, Saint Charles Borromée demande aux communes que soit effectué un recensement de la population. En 1578 le recensement se conclut, le total de la population est de 532 personnes, dont 63,7 % à Albese, 13,5 % à Cassano et 22,8 % à Sirtolo. Sur ces 532 personnes le recensement dénombre une forte population de notables (environ 49,3 % de la population totale). Il semble aussi que la population était jeune puisque 45,7 % avaient moins de 15 ans et seulement 1,7 % plus de 60 ans. 

Durant les années 1629 et 1630 l'Italie est gravement touchée par une épidémie de peste, les villes perdent en moyenne 30 à 40 % de leur population. Il semble qu'Albese con Cassano n'ait pas échappé à cette épidémie. Bien que la commune ne dispose pas de chiffres sur la population totale, les cas de mortalité à partir de juin 1629 sont en nette hausse, en effet le nombre moyen de décès par mois était de 2, en juin 1629 le nombre passe à 5, pour arriver à 15 décès en juillet, cette hausse significative semble démontrer qu’Albese con Cassano a souffert de la peste.

En 1656 les communes sont cédées à la famille Carpani (famille noble de la Lombardie).

En 1751, Albese (qui comprend aussi Storina, Mirandola et Cassina) et Cassano (qui comprend aussi Sirtolo et Guasta) appartiennent toujours au Duché de Milan, et dépend du marquis Francesco Carpani, mais les communes ne lui versent aucun tribut, de plus elles sont régies par un maire et deux députés. 

En 1757, elle appartient toujours au Duché de Milan, comme le dit le document Riforma al governo e amministrazione delle communità dello stato di Milano (qui peut se traduire Réforme du gouvernement et de l'administration des communes de l'État milanais).

En 1777, le marquis Francesco Carpani décède en ne laissant aucune descendance, les deux communes retournent en terres royales, puis les communes seront introduites dans la province de Côme, pour faire partie en 1791 du 7e district de la province de Milan.

Dans les années 1780, une forte croissance démographique est constatée, augmentation de la population, des naissances... Celle-ci ne peut pas seulement s'expliquer par l'amélioration des conditions de vie et d'hygiène. Il semble qu'à cette période les communes aient connu l'arrivée de nouveaux habitants. L'ancienne église paroissiale ne permettant plus de recevoir toutes ces personnes, et étant de plus dans un mauvais état, en 1785 il est décidé de construire une nouvelle église.

En 1797, Napoléon Bonaparte crée la République cisalpine, Albese et Cassano sont intégrés au département Lario, puis en 1798 les communes rejoignent le département Olona, pour de nouveau finir en 1801 dans le département Lario.

À la fin du XVIIIe siècle, la commune d'Urago, qui était une commune autonome est divisée entre les communes de Cassano, Montorfano et Tavernerio.

À la création du royaume lombard-vénitien, Albese et Cassano rejoignent le district 1e de Côme.

Dès 1820, les mentalités évoluent et certaines coutumes tendent à disparaître, un exemple concret est celui de la construction du cimetière, en effet avant sa construction en 1830 la coutume voulait que l'on enterre les morts à l'intérieur de l'église.

Le choléra asiatique apparaît en Italie à partir de 1835, mais Albese con Cassano restera épargnée jusqu’en 1867, en effet les premiers cas se manifestent en juillet avec 28 décès dus au choléra, l’épidémie se termine en septembre. Au total 134 personnes seront contaminées et 61 périront. 

En 1905, à la suite des lois en faveur de l'instruction publique, la commune d'Albese décide de construire une école. Aujourd'hui le monument a été rénové en centre civique, et rebaptisé Centro Civico Fabio Casartelli, en mémoire de ce dernier.

En 1912 avec l'inauguration de la ligne de tram reliant Côme à Erba, pour arriver en 1926 jusqu'à Lecco, la commune connaît un bouleversement de ses habitudes, en effet le déplacement des personnes jusqu'aux deux villes les plus importantes devient beaucoup plus facile. Mais avec des travaux de manutention trop coûteux et l'arrivée du bus beaucoup plus rapide, la ligne fermera définitivement en 1956.

### L’unification d’Albese et de Cassano
En 1924, les communes rejoignent finalement la province de Côme.
À la suite de la loi sur l’administration locale adoptée en 1926 par le régime fasciste, la ville d’Albese con Cassano est créée en 1928, elle sera alors gouvernée par un podestat. Puis en 1946 suit la réforme sur l’organisation communale, la ville est administrée par un maire, une junte et un conseil.

## Patrimoine

### L'église Saint-Pierre

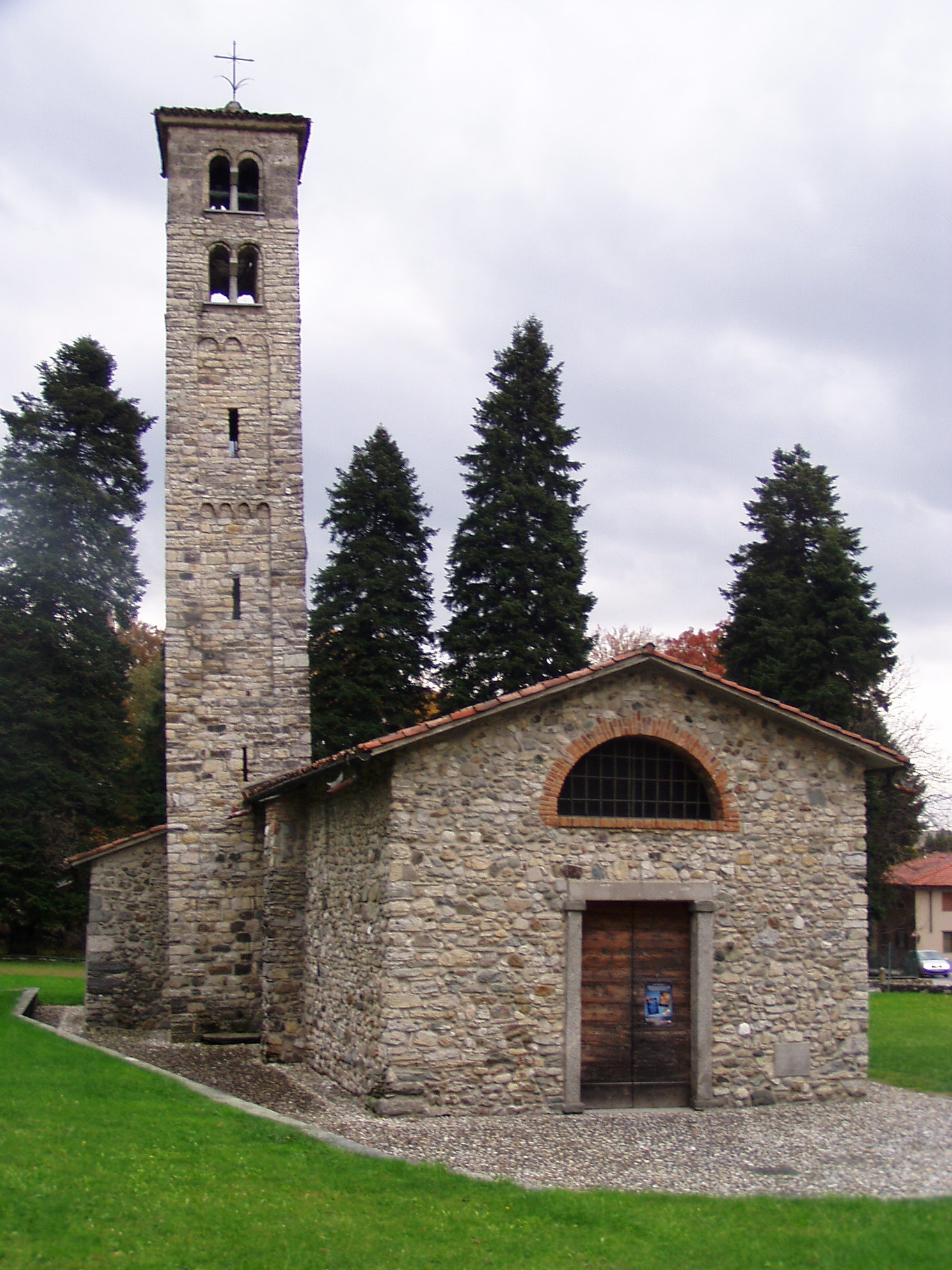
Église Saint Pierre

L'église Saint-Pierre ou Chiesa di San Pietro en italien, est une église de style roman. Cette église a la particularité d'avoir un campanile disproportionné par rapport à l'édifice, et de plus qui penche ce qui fait penser à la tour de Pise. L'origine de l'église est très ancienne, des fouilles durant les années 1980 ont démontré que la chapelle existait déjà à l'époque lombarde et à l'époque carolingienne, car un tissu mural datant du Ve siècle ou VIe siècle a été découvert. Ces fouilles ont aussi démontré qu'à l'origine le campanile était une tour de signalisation. Durant la peste de 1630, l'église sert d'hôpital ; les murs et fresques sont cachés par la chaux. L'aspect d'aujourd'hui semble ne pas avoir évolué depuis le XVIe siècle.

À l'intérieur, sur le mur du fond se trouve une fresque représentant à gauche Marie avec saint Pierre, et à droite Marie donnant le sein, elle est accompagnée d'un saint franciscain, qui serait peut-être Bernardin de Sienne, juste en dessous de l'œuvre il y a un tabernacle. Sur le côté gauche de l'église, une grande toile représente le Christ crucifié avec saint Pierre et saint François. Et enfin des traces d'une ancienne fresque datant du XIIe siècle.

### L'église paroissiale Sainte-Marguerite
L'église paroissiale Sainte-Marguerite ou Chiesa parrocchiale di S. Margherita en italien, est une église de style néoclassique, construite en 1792, son campanile, lui, est construit plus tardivement, et son union avec l'église se fait seulement en 1852. C'est une église qui peut accueillir environ 2 000 personnes.

Une grande partie de la décoration fut décidée par Cesare Oggioni. Elle est de style néoclassique. À l'intérieur, la nef s'ouvre sur quatre autels, au-dessus la voûte en berceau se divise en trois parties. Sur le côté droit de l'église on remarque une chapelle dédiée à Notre-Dame du Rosaire, avec des fresques de sainte Apolline et de sainte Agathe, œuvres de Gaetano Barabino. À gauche de la porte de la sacristie, une niche représente L'éducation de la Vierge cette œuvre aussi est de Gaetano Barabino. Dans la sacristie, un retable du début de XVIIe siècle appartenait à l'ancienne église d'Albese. L'abside est décorée de  trois fresques représentant les trois vertus : la foi, l'espérance, la charité, cette œuvre est réalisée en 1861 par le peintre Verga.

### Les villas
- Villa Odescalchi, aujourd'hui Villa San Chiara, son origine semble ancienne mais par manque d'archive sa date de construction ne peut être établie. Il est cependant certain qu'en 1614 la villa existe déjà puisqu'à cette date, elle se dote d'un aqueduc[23], qui sera d'ailleurs le 1er aqueduc construit sur la commune de Cassano. À la fin du XIXe siècle le propriétaire de l'époque décide de changer complètement son apparence, et jusqu'à aujourd'hui la villa est de style baroque[24].
- Villa Crivelli, aujourd'hui Villa Guaita, tout comme la Villa Odescalchi, elle a subi de nombreux changements au cours des siècles. Il reste cependant un jardin à l'italienne datant du XVIIIe siècle[25].
- Villa Raimondi, aujourd'hui Villa San Benedetto, est une villa datant du début du XVIIIe siècle et de style baroque[25].
- Villa Pellegrini, est une villa datant du XIXe siècle et de style néoclassique[26].
- Villa Andujar, aujourd'hui Villa Masciadri, cette villa appartenait déjà à une famille noble au cours du XVIIe siècle. Mais il semble que son origine soit plus ancienne[26].
- Villa Parravicini, d'après ces caractéristiques stylistiques, il semble que la villa soit du milieu du XVIIe siècle, mais par manque d'archives il n'est pas possible de l'affirmer. L'intérieur est composé de fresques, cheminées et décorations dont les plus anciennes datent du XVIIe siècle. À l'extérieur, dans le jardin à l'italienne, il y a un petit oratoire dédié à sainte Élisabeth construit entre 1679 et 1682, de style baroque[27].
- Villa Campari, elle est la villa la plus récente d'Albese con Cassano, le projet démarre en 1944 et en 1950 le couple Migliavacca, présidents jusqu'en 1976 de la société Campari[28], achète la villa (d'où le nom villa Campari)[29].

## Administration

### Évolution démographique
Habitants recensés

### Communes limitrophes
Albavilla, Faggeto Lario, Montorfano, Orsenigo, Tavernerio

## Jumelages
Saint-Girons, département de l’Ariège (France). 

Pourquoi ce jumelage : Le 18 juillet 1995, lors de la 15e étape du Tour de France, Fabio Casartelli fait une chute mortelle. À la suite de cette tragédie la ville de Saint-Girons, ville de départ de l’étape et Albese con Cassano, ville où résidait le champion olympique décident de se jumeler.